# Arthur Acheson (1er comte de Gosford)
Pour les articles homonymes, voir Arthur Acheson, Acheson et Gosford.
Arthur Acheson (c. 1744-5-14 janvier 1807) est un pair irlandais d'origine écossaise et un homme politique.

## Biographie
Arthur Acheson est né vers 1744. Il est le fils aîné d'Archibald Acheson, 1er vicomte Gosford et de son épouse, Mary Richardson.
Son grand-père paternel est Arthur Acheson, 5e baronnet, et son grand-père maternel John Richardson de Rich Hill. Son père devient baronnet en 1748 à la mort de son père et est par la suite créé baron Gosford en 1776 et vicomte Gosford en 1785.
Acheson est député pour Old Leighlin de 1783 à 1791. Il est gouverneur du comté d'Armagh au moment des troubles d'Armagh de 1795 et dénonce les extrémistes protestants.
À la mort de son père en 1790, Arthur accède à la vicomté. Il est ensuite créé comte de Gosford en février 1806,.

## Vie privée
En 1774, Gosford épouse Millicent Pole, fille du lieutenant-général Edward Pole (qui descend des Pole de Radbourne Hall dans le Derbyshire) et Olivia Walsh (une fille et héritière de John Walsh de Ballykilcavan) . Ils ont :
- Olivia Acheson (1775 [8] –1863), qui épouse le brigadier général Robert Bernard Sparrow de Brampton Park en 1797[9]
- Archibald Acheson (2e comte de Gosford) (1776–1849), qui épouse Mary Sparrow, fille unique et héritière de Robert Sparrow de Worlingham Hall[5]
- Edward Acheson CB (décédé en 1828), capitaine des Coldstream Guards et collecteur au port de Dublin
- Mary Acheson (1787–1843), qui épouse le lieutenant général Lord William Cavendish Bentinck, deuxième fils de William Cavendish-Bentinck (3e duc de Portland), en 1803
- Millicent Acheson, qui épouse le révérend JH Barber, recteur d'Aston Sandford et vicaire perpétuel de la chapelle St James, Brighton, en 1826[10]

Ils sont également les parents de deux autres fils, Arthur Acheson et Arthur Pole Acheson, tous deux morts jeunes. Lord Gosford est décédé le 14 janvier 1807. Sa veuve, Lady Gosford, est décédée le 1er novembre 1825 .